# ロックマンエグゼ4
『ロックマンエグゼ4』（ロックマンエグゼフォー）は、2003年12月12日にカプコンから発売されたゲームボーイアドバンス専用のデータアクションRPGである。ロックマンエグゼシリーズ第4弾で、「トーナメント レッドサン」と「トーナメント ブルームーン」の2バージョンが同時発売された。この作品から冠に「バトルネットワーク」と付かなくなった。

## 概要
今作から、前作、前前作で導入されていたスタイルチェンジシステムに変わり、ソウルユニゾンが導入され、戦闘中にはココロウィンドウが表示されるようになった。その関係により、今作からはADDシステムが廃止されている。
PETのデザインも新しく変更され、全体的なグラフィックもよりアニメチックに大きく一新されている。キャラクターのグラフィックが前作に比べて小さくなっているが、これは容量の問題によるもの。
また、ストーリーにおいては周回制を採用し、一度クリアしてもそのデータを引き継いで再び最初から始めることが出来る。
そして闇のバトルチップ、ダークチップが登場。使うか否かはプレイヤー次第である。
なお、本作にあるオペレーションバトルモードをより前面に押し出した別作品として、『ロックマンエグゼ4.5 リアルオペレーション』が2004年に発売されている。シリーズ作品のようなストーリー性はなく、主人公も熱斗ではなく1人のネットバトラーとなっている。

### 各バージョンの相違点
- ロックマンがソウルユニゾン出来るナビが全て違う。
- ソウルユニゾン出来るナビの違いの関係でトーナメントでの対戦相手が変わる。別バージョンと通信して、フリートーナメントモードで対戦するためのソウルユニゾン出来るナビを登録することで、別バージョンで登場するソウルユニゾン出来るナビがシナリオ内のトーナメントに登場するようになって、そのナビのイベントなども別バージョンと同じようにプレイ出来る（ただし、そのナビのソウルユニゾンは出来ない）。
- 入手できる一部のメガクラスと全てのギガクラスのバトルチップが異なる。別バージョンと通信してトレードで交換することで、別バージョンでしか入手出来ないメガクラスのバトルチップを使うことが可能。

なお、大まかな物語の流れ、エンディングなどのストーリーは同じであるが、発生するイベントのうちいくつかがシリーズによって異なっている。

## ストーリー
WWW（ワールドスリー）との戦いから5ヶ月、光熱斗は6年生となった。科学省の「ウィルス研究室」の尽力により、召喚したウィルスとネットナビがより長くネットバトルで共闘できる技術が広まった。
小惑星が地球に衝突し、地球に甚大な被害を及ぼそうとしていた。世界中から科学者達が招集される事が決定された中、世界でも有名な科学者である熱斗の父・裕一郎は久しぶりに息子達と買い物に出掛けていた…。

## キャラクター

### 光家
光 熱斗（ひかり ねっと）
主人公。小学6年生。勉強は苦手だが、ウィルスバスティングの腕前はピカイチ。N（ネットワーク）12年6月10日生のB型。
ロックマン
熱斗が父親から貰ったネットナビ。潜在能力は未知数。
光 祐一朗（ひかり ゆういちろう）
熱斗の父親。ネットナビの生みの親であり、ロックマンを作ったのも彼である。
光 はる香（ひかり はるか）
熱斗の母親。熱斗たちがいない間も家をしっかり守っている。料理上手。

### 対戦相手
ユウコ
神出鬼没な少女。ナビはノーマルナビのポンタくん。彼女の正体は熱斗が生まれる10年以上前に亡くなった少女の幽霊で、正体を明かした後熱斗に優勝の約束をして成仏する。デンサンバトル・シティバトルトーナメントの対戦相手の一人。
ガンテツ
俗にいう「バンカラ」。風貌に恥じない喧嘩とウィルスバスティングの腕前を持つ。ナビはヒールナビ。デンサンバトル・シティバトルトーナメントの対戦相手の一人。
大山 デカオ（おおやま デカオ）
熱斗のクラスのガキ大将。オペレーションの腕前は熱斗にかなわない。デンサンバトル（レッドサンのみ）トーナメントの対戦相手の一人。
ガッツマン
デカオのナビ。バスターを使うようになった。
火野 ケンイチ（ひの ケンイチ）
通称ヒノケン。元WWW。『1』『3』で放火事件を起こしており、今回も以前同様熱斗を騙し放火事件を図る。WWWだった時の部下2人を従え独立した犯罪組織を組織する。タコヤキ屋の娘に恋に落ち、それがきっかけで改心することになる。部下2人の裏切りに遭い熱斗と協力して部下が起こした爆弾を処分した。戦いの後にはタコヤキ屋の娘に「俺とお前は住む世界が違う」と別れ部下2人を追いに行く。部下は捕まえられたかどうかは明かされていない。デンサンバトル（レッドサンのみ）トーナメントの対戦相手の一人。
ファイアマン
『1』より再登場したナビ。相変わらずの粗暴さだが、ヒノケンの命令でタコヤキ屋には手を出さないように部下に命令した。
城戸 舟子（きど しゅうこ）
運がない。アツホ、タイチという二人の弟が居る。家は貧乏で両親を亡くしている。人生を少しは変えたいと願いトーナメントに参加した。肩書は「ビンボーネットバトラー」と酷い肩書である。敗北後は嘆くが、熱斗、アクアマン、弟たちに説得され立ち直り家族がいるという幸せを覚え以降は明るくなった。シティバトル（ブルームーンのみ）トーナメントの対戦相手の一人。
アクアマン
舟子のナビで水属性。他のナビに比べ小柄だが、電脳世界の広範囲を水没させる処理能力がある。古い洗濯機が「ぴゅーぴゅーうるさい、新しくする」というのを自分のことだと誤解してショックで電脳世界を水没させるが事実を知って和解した。
『ロックマン8 メタルヒーローズ』に登場した同名ボスキャラがモチーフである。
日暮 闇太郎 （ひぐれ やみたろう）
バトルチップマニア。「～でマス」が口癖。チップショップ「ヒグレヤ」を経営している。シティバトル（ブルームーンのみ）トーナメントの対戦相手の一人。ヒグレヤ倒産の危機に陥っているが熱斗や日暮を慕う子供たちの協力により倒産は免れた。
ナンバーマン
日暮のナビ。数字コードの作成・解析に長け、スーパーコンピュータ並の演算処理が出来る。
匠 転助 （たくみ てんすけ）
独楽職人。68歳。孫・コウスケの為にネットバトルを始めるが中々うまくいかない。ネットバトル同好会の会長をしている双子の兄がおり、常に仲が悪いわけではないようだがいつも口喧嘩ばかりしている。敗戦後、戦いを見ていた孫と兄とも和解した。デンサンバトル・シティバトルトーナメントの対戦相手の一人。
タップマン
モチーフは『ロックマン3』の同名ボスキャラ。転介の兄が主催するネットバトル同好会の人達によってパワーアップを果たす。
上文 テルオ（じょうもん テルオ）
お金持ちのボンボンでずる賢い。デンサンバトル・シティバトルトーナメントの対戦相手の一人。卑怯な手を使って敗れた後負けた事をナビのせいにしている様を祖父に見られ、見放されて謝りながら祖父を追いかけるという醜態を晒しながら会場を去った。
スパークマン
テルオのナビで電気属性。敗北後テルオに見捨てられ、憤慨する。モチーフは『ロックマン3』の同名ボスキャラ
山川味太（やまかわ あじた）
小さき料理人。「料理もネットバトルも自分の実力が全て」との信条を持つ。ナビはノーマルナビ。イーグル・ホークトーナメントの対戦相手の一人。
リキ
マフィア構成員。外見のせいでマフィアに入れられてしまいマフィアから足を洗いパン屋の開業を志している、組織から次代ボスとして目されている。ナビのクラッシャーを手放しているとかなり気弱になり「ダス」を口癖として発する。ナビはヒールナビのクラッシャー。クラッシャーがボスを殺しクーデターを企んでいるマフィアのメンバーたちに監禁されるが熱斗に救出された。クーデター派はボスに成敗された。試合終了後、熱斗との戦いに満足し夢の為に生きると決めた。ボスと和解できたかは不明。イーグル・ホークトーナメントの対戦相手の一人。
桜井 メイル（さくらい メイル）
熱斗の幼馴染。イーグル（レッドサンのみ）トーナメントの対戦相手の一人。熱斗に守られてばかりいることにコンプレックスを覚えていて、熱斗に強さを知ってもらうために大会に参加したことが大会後やいとによって語られた。
ロール
メイルのネットナビ。バスターの代わりに単発式の「ロールアロー」を使う。
五十嵐 ラン（いがらし ラン）
南の島「シーサーアイランド」にて巫女を務める少女。お酒を飲むとヘベレケ口調に変わり、性格が乱暴になる。熱斗とは友好的に接するが酒に酔ってしまい数々の不正を図る。正気に戻っても酔っていた時の記憶はない。イーグル（レッドサンのみ）トーナメントの対戦相手の一人。
ウィンドマン
五十嵐ランのナビ。シーサーアイランドでは風神として祭られ、電脳世界全体に大嵐を巻き起こすほどの力を持っており普段は封印している。酔っ払ったランによって封印を解かれることも度々ある。暴走から救ってくれたロックマンに感謝をする。モチーフは『ロックマン6』の同名ボスキャラ。
白泉 たま子（しらいずみ たまこ）
よかよか村の温泉旅館「うらかわ」の隣にある土産物屋の看板娘。「うらかわ」旅館の女将の妹でもある。ホーク（ブルームーンのみ）トーナメントの対戦相手の一人。
メタルマン
たま子のナビ。前作同様「メタルギア」を置いてロックマンの動きを妨害してくる。
サロマ
自然保護団体のリーダー。自然保護活動の一環として、自然食弁当を科学省前で販売している少女。仲間が悪徳ナビにそそのかされて対立してしまうがロックマンの活躍により仲間たちとは和解した。ホーク(ブルームーンのみ）トーナメントの対戦相手の一人。
ウッドマン
サロマのナビ。悪意を持ったナビにそそのかされるがロックマンの説得により裏切りを決意し悪徳ナビをデリートした。
火村 アツキ（ほむら アツキ）
すぐカッとなる性格。イーグル・ホークトーナメントの対戦相手の一人。ヒノケンとは意見のくい違いからとても仲が悪くケンカばかりしており、そのことでインターネット中が火事になってしまう。試合を無視してファイアマンと戦おうとするが熱斗の「ロックマンはファイアマンより強い」という挑発を受け試合に出る。敗れた後腹いせに大会を荒らうとするが、逆に火傷して逃走した。
バーナーマン
火村のナビ。『ロックマン＆フォルテ』の同名ボスキャラをモチーフとしている。
ナルシー・ヒデ（山下 日出の助）
独りよがりな性格であまり売れていない映像作家。オカマ口調で喋る。ビデオマンのオペレーター。イーグル・ホークトーナメントの対戦相手の一人。敗北後、ビデオマンを「ダメナビ」と暴言を吐き、怒ったビデオマンと大喧嘩をしながら退場させられる。
ビデオマン
ナルシー・ヒデのナビ。ロックマンに動きが逆になる様に仕掛けて不戦勝を狙おうとした。トーナメントに優勝すればバージョンアップした「デジタルビデオマン」になれる筈だったが、ロックマンに敗れる。最後はナルシーと大喧嘩になった。このナビは月刊コロコロコミックで実施された『ボスキャラデザインコンテスト』の準グランプリの作品である。
ジャック・ボマー
競技人口が極端に減ってしまったアメロッパの伝統競技「フットボム」を有名にしようと活動している。ナビはノーマルナビで少し口調が荒っぽい。レッドサン・ブルームーントーナメントの対戦相手の一人。
ポレポレ
アッフリクからはるばるやってきたネットバトラーの少年。自身のバスティング能力を認めてもらうためにアッフリクの仏像の「ミズガミサマ」ウイルスを送り込んで騒ぎを起こす。試合後熱斗の仲介により村長とも和解した。ナビはヒールナビのジュア。レッドサン・ブルームーントーナメントの対戦相手の一人。
ラウル
アメロッパの裏通りを仕切っているオフィシャルネットバトラー。ラウルの部族の長老が同胞の負けを認めたくないがためにロックマンに死の呪いをかけ、それを解放することに協力する。戦いの後は長老とは和解し、部族の新リーダーに推薦される。レッドサントーナメントの対戦相手の一人。
サンダーマン
ラウルのナビ。雷や雷雲を自由自在に操る。
ライカ
シャーロ出身。幼い頃から優秀な軍人として育てられ、わずか13歳にしてネットワーク部隊の隊長を務める。上官からシャーロの軍事力を世界に知らしめる命令でトーナメントに参加する。ネットバトルを戦争と意識しており当初は対立した熱斗を容赦なく殴るなど非情な印象だった。対戦相手となったロックマンの力を試すが99%の勝率と判断した。敗北後熱斗が友情の力で強くなれるという想いを知り考えを改める。レッドサントーナメントの対戦相手の一人。
サーチマン
ライカのナビ。歩兵のように戦い、オレンジ色の髪がキャラデザインされている。アクアマンと同じく『ロックマン8』に登場した同名ボスキャラがモチーフになっている。
ジャンクマン
電脳ゴミ捨て場で様々なジャンクデータが固まって生まれた存在で、バックアップデータを持っていない。人間を信用しておらず卑怯な手を使っていたがゴミ残骸の記憶から本心では優しさを求めていた。元々長くはない体で自ら敗北し華々しく散ろうと考えており、敗北後ロックマンとは和解し出会えてよかったと思いながら爆散する。だが完全に死亡しておらず心は残骸として残っており、ロックマンは彼との再会を楽しみにした。ブルームーントーナメントの対戦相手の一人。モチーフは『ロックマン7』の同名ボスキャラ。
伊集院 炎山（いじゅういん えんざん）
小学生ながら政府公認のオフィシャルネットバトラー。ネビュラのナビを500人倒すためにダークチップを使う。ロックマンとの協力でブルースを元に戻そうと協力してブルースを元に戻すことに成功した。ブルームーントーナメントの対戦相手の一人。
ブルース
炎山のナビ。ダークチップを使ったことで暴走状態になってネビュラに捕らわれてしまう。ロックマンとの協力によってダークチップから解放された。
イワン・コオリスキー
北の国のシャーロ出身。極端な暑がり。トーナメント終了後に逮捕された（しかも次の行き先は暑い国）。エンディングの時点では釈放されており、ロックマンを応援している。レッドサン・ブルームーントーナメントの対戦相手の一人。
コールドマン
イワン・コオリスキーのナビ。イワンの命令でシャーロの気象操作システムに侵入して世界中に吹雪を巻き起こす。冷蔵庫のような形で、『ロックマン＆フォルテ』の同名ボスキャラをモチーフとしている。
名人（めいじん）
スゴ腕のネットバトラー。レッドサン・ブルームーントーナメントの対戦相手の一人。
ケンドーマン
名人の第三のナビ。見かけは防具をつけた剣道選手そのもの。厳しい性格の上に思い込みが激しく、挨拶に行ったロックマンは弟子と間違えられ、剣道修行をさせられる羽目になった。戦いに敗れた後にロックマンに教えることはないとロックマンを認めた。このナビは月刊コロコロコミックで実施された『ボスキャラデザインコンテスト』の準グランプリの作品である。

### ネット犯罪組織「ネビュラ」
Dr．リーガル
Z国の科学者であり、ダークチップを使い悪事を働くシンジケート「ネビュラ」のボス。当初は小惑星対策を計画している演技をし熱斗たちを騙していた。祐一郎にネビュラのリーダーと見抜かれて本性を現す。小惑星の力を手に入れて世界制服を企む「ワールド・オブ・ダーク計画」を図る。敗北後は熱斗に説得されるが最後まで認めようともせず、逮捕を拒み頂上から飛び降りて自殺を図ったが『5』では生存が判明する。
レーザーマン
Dr．リーガルのナビ。ロックマンの力を評価し悪の道に引きずり込もうと企む。それをロックマンが断ったため彼のデリートを決定する。ロックマンに倒され死に際にロックマンの体からダークソウルを引きずり出して爆散した。体の至る箇所から様々な効果を持つレーザーを発する。このナビは『月刊コロコロコミック』で実施された「ボスキャラデザインコンテスト」のグランプリの作品である。
シェードマン
自律型ナビ。モチーフは吸血鬼、及び『ロックマン7』の同名ボスキャラ。ナビのエネルギーを吸い力を得る能力があり、シェードマン自身はそれを食事と考えており特に女性ナビのエネルギーは美味らしく「デザート」と称している。ロールを「デザート」とし捕まえて食らおうとしたところをロックマンと戦闘になる（この戦いでは5発攻撃を当てると戦闘終了になる）。駆け付けたブルースによって撤退し、その際誤ってダークチップを落とした。そのチップを奪還しようとロックマンに近づくがダークチップを破壊され激昂し戦いとなった（2度目の戦いも特別なルールで、自身の攻撃は一切効かずダークチップによる攻撃のみ有効となる）。敗北しダークチップを使ったロックマンを嘲笑いながら灰と化し消滅した。『5』では復活する。

### その他
綾小路 やいと（あやのこうじ やいと）
大企業の社長令嬢。飛び級して熱斗達と同じクラスに在籍中。
グライド
やいとのナビ。やいとの世話を任されている執事のようなナビ。
デューオ
「悪」を裁き、滅ぼす事のみがコマンドである、宇宙を巡回している惑星破壊用ロケット（外見は小惑星）のオペレーティングシステム。人間を「悪」とみなし、最終ボスとして戦う事になる。敗北後はロックマンの力がどれだけ人を救えるかと興味を示し宇宙の旅に出る。エグゼシリーズの最終ボスの中で、唯一敵の組織と何の関わりもないボスにして、唯一デリートされていないボスとなる。後のシリーズでは、ロックマンが裏ステージに赴くとどこからともなく語りかけ、バトルチップを授けて力を貸している。
モチーフは『ロックマン8』に登場していた同名キャラ。
ロックマンDS
デューオがロックマンから引き出しプログラムとして実体化した悪の部分。デューオの前に戦い、条件を満たせば再戦できる。
フォルテ
世界初の自律型（オペレーターなしで行動できる）ナビ。クリア後条件を満たすと戦う事に。前作のラストボスの戦いまでのメモリーがなく、力のみを求める存在と化している。
ジャンゴ
「僕らの太陽」からゲスト出演。イベントで登場、進めるとバトルチップがもらえる。
おてんこさま
「僕らの太陽」からゲスト出演。イベントで登場、音声もある。

## 新システム・新要素

### ソウルユニゾン
ソウルユニゾンは、バトルした相手のソウルが共鳴することによって、ロックマンが得ることの出来る新たな力である。ソウルを獲得すると、PET画面のロックマン画面にそのナビのマークが表示されるようになり、戦闘時にそのソウルにユニゾンする事が可能になる。
各ソウルには対応するチップの系統が存在する。ソウルユニゾンするには変身したいソウルに対応する系統のバトルチップをカスタム画面から1枚選んで「生贄」とし、ユニゾンコマンドを選べばよい。するとチップがユニゾンチップに変化し、選択した順番にかかわらず選択済みのバトルチップ欄の最上部に移動する。その後OKボタンを押してカスタム画面を閉じ、戦闘が開始すると自動的にソウルユニゾンが発動する。発動時にはマヒやのけぞりなど状態異常を強制的に解除し立ち状態となる。
ソウルユニゾンするとロックマンはそのソウルのナビに似た姿に変身し、ソウルごとに異なった能力が付加される。なお、今作では各ソウルの持つチャージショットの威力は固定されており、ロックマンのステータスの影響を受けない。

#### ルール
ソウルユニゾンを使用する際のルールは以下の通りである。
- 3ターン経過すると元の姿に戻る。ユニゾンの残りターン数はココロウィンドウに表示される。
- 1回の戦闘で同じソウルに2度以上変身する事はできない。
- レギュラーチップでソウルユニゾンすることは出来ない。
- 別系統のチップを生贄にしてソウルを変更することはできるが、3ターンが経過するまで任意に解除する事はできない。
- ソウルを変更した場合は経過ターン数がリセットされ、そこからさらに3ターン経過するまで元の姿に戻らない。
- 通信対戦で自分または相手のどちらかでもソウル装備中にカスタムゲージが満タンになると、強制的にチップカスタム画面に飛ばされる。そのため、クイックゲージやフルカスタムは場合によっては不利になる場合がある。

各バージョンでソウルユニゾンできる6体のナビとユニゾン時の効果を以下に挙げる。（）内には各ソウルに対応した系統のバトルチップを表記する。

#### トーナメント レッドサン
ガッツマン
ガッツソウル（対応チップ：地形系　属性：無）
溜め撃ち：ガッツパンチ（目前1マスを攻撃。威力60）
特性：Bボタン連打すると、バスターを連射するガッツマシンガン（威力5×8）を発動し、連射中は無敵状態になる。無・地形破壊系チップの攻撃力を+30。
ファイアマン
ファイアソウル（対応チップ：炎属性系　属性：炎）
溜め撃ち：火炎放射（横3マスを攻撃。威力50）
特性：ユニゾン時、両エリアにクサムラパネルが十字型に発生。マグマパネルの上に乗るとHPが50回復（マグマパネルは消える）。炎系チップをチャージして使用すると、エリア端まで届くファイアアーム（威力150）になる。
ロール
ロールソウル（対応チップ：回復系　属性：無）
溜め撃ち：ロールアロー（チップ破壊効果。威力30）
特性：チップ使用時、1枚につき最大HPの10%を回復する。
ウィンドマン
ウィンドソウル（対応チップ：風系　属性：風）
溜め撃ち：フウジンラケット（縦3マスを攻撃し、敵を右端まで吹き飛ばす。威力50）
特性：ユニゾン時、敵にスーパーキタカゼ（バリアとオーラをはがす）。エアシューズ（穴パネルを歩ける）とフロートシューズ（穴以外の特殊パネルの影響を受けない）効果。ユニゾン中は敵にスイコミ（左端まで吸い込む）効果。ロックバスターがエアシュート（威力5）になる。風系系チップの攻撃力+10。
サンダーマン
サンダーソウル（対応チップ：電気属性系　属性：電気）
溜め撃ち：ラビリング（麻痺効果。威力20）
特性：無・電気属性のチップに麻痺効果を付与。
サーチマン
サーチソウル（対応チップ：カーソル系　属性：無）
溜め撃ち：スコープガン（一番近くにいる敵にカーソルを合わせて射撃する。敵がどこにいてもカーソルを合わせられるが、敵が動くと外れる。威力10×5）
特性：ユニゾン時、相手のユカシタとインビジブル状態を解除。カスタム画面で選べるチップを3回までシャッフルできる（ただし、選択しているチップはシャッフルされないので、それを元に複数選択やコンボの構築が可能）。

#### トーナメント ブルームーン
アクアマン
アクアソウル（対応チップ：水属性系　属性：水）
溜め撃ち：アクアショット（着弾時1マス後方に貫通。威力20）
特性：氷パネルで滑らなくなる。水属性チップをチャージすると攻撃力が2倍になる。
ナンバーマン
ナンバーソウル（対応チップ：数値付加系　属性：無）
溜め撃ち：サイコロボム（前方3マスに投げ込んで9マス範囲に爆発して攻撃。威力 サイコロの目×10）
特性：カスタム画面でチップが常に10枚オープン。無属性チップの威力+10。
メタルマン
メタルソウル（対応チップ：ブレイク系　属性：無）
溜め撃ち：メタルフィスト（前方1マスを攻撃。威力150）
特性：バスターがブレイクバスターになる（相手のガードでもダメージを与えることが出来る）ブレイク系・無属性チップをチャージすると攻撃力が2倍になる。
ウッドマン
ウッドソウル（対応チップ：木属性系　属性：木）
溜め撃ち：コガラシ（2マス前に攻撃。威力20×8）
特性：前作までのウッドスタイル同様クサムラパネルの上に立つとHPが徐々に回復。ステータスガード（状態異常にならない）効果。カスタム画面で木属性チップを選ぶと、後に選んだ無属性チップ1枚の攻撃力を吸収するようになる（そのチップは消える）。
ジャンクマン
ジャンクソウル（対応チップ：召喚系　属性：無）
溜め撃ち：ポルターガイスト（置物を飛ばす。威力100）
特性：ユニゾン時、全ての敵が混乱。使用済みチップを再利用できる（相手のチップ、ダークチップも含む）。
ブルース
ブルースソウル（対応チップ：ソード系　属性：無）
溜め撃ち：ワイドソード（威力80）
特性：B＋←で敵の攻撃を反射するリフレクトを出せる。ソード系チップをチャージして使用すると、攻撃力が2倍となり2マス前に移動して攻撃するフミコミ斬りになる（攻撃範囲はバトルチップに依存する）。

### ココロウィンドウ
戦闘時のロックマンの心情を表示し、それぞれの心情により能力が変化する。普段は「普通」状態だが、特定の条件を満たすと「フルシンクロ」や「不安」「怒り」「悪」状態になる。
フルシンクロ
主に敵ウィルス、ナビが攻撃しようとした瞬間に攻撃をする事（カウンター）によって起こる。ダメージを受けずにバトルチップによる攻撃を当て続けることでなることもある。
この状態のとき、ロックマンのバトルチップによる攻撃力が2倍になり、カウンターのタイミングが分かるようになる。攻撃を受けるかバトルチップを使うと普通状態に戻る。
不安
敵の攻撃を受け続けているとこの状態になる。ソウルユニゾンが行えずメリットが無いように思えるが、ダークチップが選択できるようになる。
怒り
2秒間以上敵の攻撃で動けなくなるとこの状態になる。敵の攻撃を受けても仰け反らなくなり、一回だけバトルチップによる攻撃力が2倍になる。但し、バトルチップを使うかしばらく経つと普通状態に戻るので注意。
悪
ダークチップを使うことによって起こる状態。ロックマンの体が黒くなり、ソウルユニゾンが行えなくなる。

### ダークチップ
闇のエネルギーが込められたバトルチップ。使えば強力な力が得られるが、同時に自分の身を滅ぼすことにも繋がり、悪の心が目覚めてしまう。戦闘中にロックマンのココロウインドウが不安状態に陥るとカスタム画面に現れ、ダークチップを選択出来るようになる。ダークチップはチップ選択の空白部分にランダムで2枚出現するが、通常のバトルチップと一緒に選ぶことはできない。
ダークチップを使うとその戦闘中はロックマンのココロウインドウが悪状態になり、ソウルユニゾンを行うことは出来ない。ダークチップを選択すると、ターン開始後に選択したダークチップに応じたバグが発生してしまう。
悪状態で致死量のダメージを受けるとダークソウルユニゾンが発生し、ロックマンの体が黒く染まって一定時間の間、無敵状態で勝手に操作されて自動的に攻撃を行うようになる。今まで使ったことのあるバトルチップとプログラムアドバンスで攻撃するようになり、使用されるバトルチップとプログラムアドバンスが使用頻繁の高いバトルチップとプログラムアドバンスが使われる。上手くいけば逆転可能であるが、ダークソウルユニゾンは回復系のチップを使用されないので、解除されるとHPは1になってピンチになってしまうことがある。
ダークチップでSPナビを倒すことによって、ナビチップDS（ダークソウル）が手に入る。ナビチップDSは悪状態でないと使用できないバトルチップである。なお、ナビチップDSは電脳世界の奥深くに存在する場合もある。
ダークチップを使った状態で戦闘終了後にロックマンの体が黒く染まるようになり、最大HPが1つ減少してしまうというデメリットが発生する。1度減った最大HPは2度と復活しない。ただし、ストーリー上で強制的に使用しないと進めない場合とフリートーナメントと通信対戦では、これらのデメリットは発生しない（通信対戦ではロックマンが悪状態でないと使用できない）。
ランダムで出現するダークチップは以下の通りとなる。
ダークキャノン
- 前方の敵1体に攻撃し、攻撃力は最大HPからダメージを受けたHP分を引いた値になり、最大の攻撃力は999までとなる。ダメージを受けた分だけ威力が上がるのはバトルチップのムラマサソードとムラマサブレードと同じ。選択すると一定の確率でチャージショットが花束になる（空撃ちと同じ）バグが発生する。

ダークソード
- 横2マス×縦3マスの範囲（プログラムアドバンスのドリームソードと同じ範囲）にソード攻撃する。攻撃力は敵の残りHP分が攻撃力となり、最大の攻撃力は500までとなる。選択するとエリア奥に引き寄せられるバグが発生する。

ダークスプレッド
- 攻撃力400の前方の敵1体に攻撃し、命中すると周囲1マスにも誘爆する。選択すると移動したマスが毒パネルに変わるバグが発生する。

ダークボム
- 攻撃力200のボムを3マス前方に投げ、着弾すると周囲1マスに爆風が広がる。選択するとエリア奥に引き寄せられるバグが発生する。

ダークバルカン
- 攻撃力20のバルカン砲を前方の敵1体に24連射（全部命中すると480のダメージとなる）して、命中すると1マス奥に貫通する。選択すると一定時間の間、混乱になるバグが発生する。

ダークランス
- 敵エリアの奥から竹槍攻撃し、命中するとエリア手前に1マス押される。攻撃力は敵の最大HPの半分となり、最大の攻撃力は999までとなる。選択するとカスタム画面と戦闘中にHPが減少するバグが発生する。

ダークステージ
- 自分のエリアを全てダークホールに変え、敵エリアを全て毒パネルに変える。選択するとカスタム画面で選べるチップが1枚減少するバグが発生する。

ダークリカバリー
- HPを1000回復する。選択するとカスタム画面と戦闘中にHPが減少するバグが発生する。

### 周回制
一度でもクリアした後は、つづきから始めるときに「セーブしたところから始める」か、「データを持ち越して最初から始める」かを選ぶことが出来る。そして2周目以降はスタート画面の「つづきから」の表記が「～周目のつづきから」という表記になり、各トーナメントの対戦相手が変化し、ウイルスも周を重ねるごとに強くなる（3周目まで）。
同様に3周目まで青色と紫色のミステリーデータの中身も変わるが、前の周で取得していなかったミステリーデータの中身はそのままになっている。
また、全てのソウルを入手するには最低でも3周する必要がある（1周目で3つ、2周目で2つ、3周目で1つは確定）。1周目にどのソウルを入手できるかは、厳密には決まっていない。そのため、例えば1周目にブルースソウルが入手できる者も、3周してやっと入手できる者もいる。ただし、レッドサンのガッツソウル、ブルームーンのアクアソウルは必ず1周目で手に入る。
このような周回制は、以降のロックマンエグゼシリーズには採用されていない。

## オペレーションバトル
本作には隠し要素として、「オペレーションバトル」というモードがある。これはタカラから発売された「バトルチップゲート」と呼ばれる玩具をGBAに接続することで出現する。バトルチップゲートをGBAに接続すると、タイトル画面に「オペレーションバトル」という選択項目が出てくるので、それを選べばよい。
このモードは通常のバトルとは違い、ロックマンは自動で動く。プレイヤーが指定できるのは敵との間合いとバスターやシールドを出すタイミングだけである。プレイヤーは実際にバトルチップゲートにバトルチップをタイミングよく差し込むことでロックマンにバトルチップを転送し、バトルを行う。オペレーションバトルにはCPUと戦う1人プレイと、通信ケーブルを使って友達と通信対戦できる2人プレイがある。
本作以降に発売されたロックマンエグゼ5、ロックマンエグゼ6にもオペレーションバトルが存在する。
それぞれで行うには、各作品ごとに発売されているバトルチップゲートを使う必要がある。エグゼ5のバトルチップゲートは「プログレスチップゲート」、エグゼ6のバトルチップゲートは「ビーストリンクゲート」と呼称される。なお、それぞれのバトルチップゲートには互換性はないので、エグゼ4のバトルチップゲートを使ってエグゼ5でオペレーションバトルをするといったことは不可能である。

### バトルチップゲート
タカラより2004年4月24日に発売された玩具で、当時の価格は2980円（税抜）。本体である「バトルチップカートリッジ」に加え、バトルチップ9枚とナビデータチップ「ロックマン」が同梱されている。
オペレーションバトルで使うバトルチップは「オペレーションバトルスターター」を買うことで増やすことができる。内容はナビデータチップ1枚とバトルチップ9枚で、価格は880円（税抜）である。バトルチップスターターには“ブルースデッキ”、“メタルマンデッキ”、“ロールデッキ”、“サンダーマンデッキ”、“ウッドマンデッキ”、“ジャンクマンデッキ”、といった種類があり、それぞれ同梱されているチップが異なる。

### ナビデータチップ
このモードではロックマン以外のナビを使うこともできる。そのために必要なものが「ナビデータチップ」で、例えばブルースのナビデータチップを使うと、ロックマンの代わりにブルースを使用することができる。それぞれのナビはチャージショットが違うなど、ロックマンとはまた異なった性能を持つ。

## ロックマンゼロ3との連動
本作はロックマンゼロ3と通信することにより、バトルチップ「Zセイバー」を手に入れることができる。通信後、ロックマンゼロ3側はステージに出現する敵キャラがサイバー空間（通常のステージとは違うもう一つのステージ）のみメットールなどロックマンエグゼに出てくるキャラクターになる。

## バグ
本作は小さなものから大きなものまでバグが数多く発見されている。中にはデータが消える可能性のあるバグもあるが、カプコンが正式に認めたバグは無い。
シェードマンSPをダークチップで倒した時に入手するチップが「シェードマンDS S」となっており（本来はコードX）、入手できないと言うバグもある。これはチップトレーダーSPで入手する以外に方法が無い。
その他にもGBA本体でプレイするぶんには差し支えないが、DS本体でプレイすると「アクアマン」や「ガッツマン」の系統のチップを使うときに、動作が重くなったり、ウッドマンとのイベント時にフリーズしたりすることもある。その他には、インターネット上の風に話しかけることができるなどのバグがある。